# Gfs.bern
gfs.bern ist ein auf Politik- und Kommunikationsforschung spezialisiertes Unternehmen mit Sitz in Bern in der Schweiz. gfs.bern will empirische und evidenzbasierte Antworten auf eine Vielzahl von gesellschaftlichen, politischen und ökonomischen Fragestellungen liefern.

## Unternehmensgeschichte
1959 wurde das GfS-Forschungsinstitut durch die Schweizerische Gesellschaft für praktische Sozialforschung gegründet, um die Sozialforschung in der Schweiz zu befördern. Dieses Institut wurde 1986 als Aktiengesellschaft verrechtlicht. 1998 wurde das Institut in zwei selbstständige Geschäftsbereiche aufgeteilt, gfs.zürich und gfs.bern. gfs.zürich fokussiert auf die Themen Imageforschung, Personalbefragungen und Kundenzufriedenheit. 2004 entstanden aus diesen zwei Geschäftsbereichen zwei selbstständige Aktiengesellschaften. gfs.bern besitzt gemeinsam mit gfs.zürich AG den gfs.Befragungsdienst. Dieser wurde 2001 gegründet und erbringt die demoskopischen Dienstleistungen beider Institute.
2016 verkaufte der Gründer von gfs.bern Claude Longchamp das Unternehmen an die Mitarbeiter Urs Bieri und Lukas Golder. Bis 2020 blieb Longchamp Verwaltungsratspräsident, seither ist er Mitglied des Verwaltungsrates.
2023 diversifizierte gfs.bern ihr Angebot, ging eine Kooperation mit Boomerang Ideas ein und richtete ihr Angebot mit gfs.berlin auch auf Deutschland aus.

## Produkte und Dienstleistungen
Zur Datenerhebung greift gfs.bern auf viele verschiedene Methoden zurück: repräsentative Umfragen, Fokusgruppen, qualitative Tiefeninterviews, Planungs- und Begleitstudien für Campaigning, Datenmodellierungen, regionale Analysen sowie Medienanalysen. Befragungen werden u. a. mit Hilfe des Online-Panels polittrends.ch durch.
Die Ergebnisse veröffentlicht gfs.bern in Form von Trendanalysen, Barometern, Monitor-Berichten oder Medieninformationen. Die bekanntesten Produkte aus dem Bereich Politik sind die VOX-Analysen und das Wahlbarometer im Auftrag der SRG SSR und/oder der schweizerischen Bundeskanzlei sowie die Trendstudien vor Abstimmungen für den gleichen Auftraggeber. In der Analyse der direkten Demokratie hat sich insbesondere der frühere Institutsleiter Claude Longchamp einen Namen gemacht. Die Veröffentlichungen stossen in der Regel auf grosses mediales Interesse.
Im Bereich Kommunikation ermittelt das Institut das Sorgenbarometer und das Jugendbarometer im Auftrag der Credit Suisse und betreibt Forschung zu den Auswirkungen der Digitalisierung auf Entscheidungsprozess und E-Health-Forschung.

## Kritik
Studien von gfs.bern erhalten oft hohe mediale Aufmerksamkeit und werden deshalb immer wieder auch kontrovers diskutiert. So zum Beispiel im Zusammenhang mit der Art der Datenerhebung, welche noch bis 2016 ausschliesslich auf Festnetztelefonie setzte, obwohl schon seinerzeit jüngere Personen auf diesem Weg kaum erreicht wurden. Der deutsch-syrische Politologe und Islamwissenschaftler Bassam Tibi (Göttingen) wirft der GfS, zwei Jahre vor Publikation der kritisierten Studie, beispielhaft vor, sich für politisch-weltanschauliche Gefälligkeitsumfragen im Auftrag islamistischer Lobbyorganisationen „instrumentalisieren“ zu lassen. Der Co-Leiter von gfs.bern, Lukas Golder, widerspricht den Behauptungen in einem anderen Artikel.

## Mitgliedschaften
Das gfs.bern ist Mitglied der Branchenverbände vsms und esomar.